# Акустички евоцирани потенцијали
Акустички евоцирани потенцијали можданог стабла (акроними. АЕП или BAER од енгл. речи — Brainstem auditory evoked potential) је објективна отонеуролошка минимално инвазивна метода којом се мери способност слушног пута да спроводи нервне импулсе као одговор на звук.
Рани аудитивни евоцирани потенцијали представљају сложену методу за чије спровођење је потребно време и широко стручно знање, како би се уз помоћ ње одредио праг слуха детета. У том смислу препоручује се његова примена само за испитивање пацијената који су издвојени претходним одабиром.

## Метода
АЕП тест функционише по принципу мерења мождане активности при емитовању звука разлучитих фреквенција и јачине, слично електроенцефалографији (ЕЕГ) стим што он бележи нервну активност од кохлее, где су смештене слушне ћелије, до слушних центара у продужној мождини.
Тест користе стимулус у облику клика, којима се изазивају електрофизиолошки одговори који потичу од осмог кранијалног нерва и аудитивног пута у оквиру можданог стабла, који се снимају површинским електродама.
Изводи се тако што се звучни талас емитује преко малих слушалица које се стављају у оба ува испитаника. Мождана активност се региструје преко посебних електрода које се лепе на одређене тачке на површини главе (предео иза ува, чело и теме главе).

### Тумачење резултата
Посебним софтвером на компјутеру се након обраде они приказују као крива са одређеним бројем таласа (5 до 7 таласа) Таласи који настају на кривој резултат су детектовања активности у посебним деловим слушног пута и настају у првих 10 до 15 милисекунди од појаве првог звучног стимулуса.
Тест траје око 60 минута, али сама обрада слуха може трајати дуже.
- Код деце тест се изводи у будном стању, природном сну, седацији или ретко у краткотрајној анестезији.
- Код одраслих тест се изводи у будном стању.

За поуздано мерење овом методом, потребно је да да испитаник, ако се ради о детету, буде узраста 6 месеци и више, односно потребан је одређени ниво зрелости слушних путева. Сами потенцијали који се овом методом региструју су веома слабог интензитета и захтевају да испитаник буде моторички миран и опуштен одређено време. Из тог разлога, током испитивања, детета оно се се успављује.
Пожељно је да се тест допуни и другим тестовима, да би се добила комплетна слика о стању средњег ува и слуха код испититаника.

## Намена
Тест се користи у склопу обраде слуха уколико особа не прође на скринингу слуха, или уколико дете касни са развијањем говора или не развија говор уопште.
Уз помоћ теста акустичким евоцираним потенцијалима можданог стабла може се утврдити брзина којом се нервни импулси преносе слушним путем и да ли у том процесу постоји кашњење које може указати на постојање обољења слушног пута.

## Тумачење резултата
Тумачењем резултата записа добијају се подаци на основу којих се утврђује:
- да ли постоји оштећења слуха,
- на ком месту је оштечен слушни пут,
- колики је степен тог оштећења.

Ова метода значајно корелира са прагом слуха за чист тон на поменутим фреквенцијама који се одређује тоналном аудиометријом, са одступањем од око ±15 dB.

## Значај
Важност раног откривања оштећења слух је увек био веома велик, посебно у дијагностици губитка слуха код одојчади и мале деце и деце која из било ког разлога не могу да сарађују.
Последњих година захваљујући овој и другим сличним методама оштећења слуха могу се са сигурношћу утврдити током прве недеље живота детета, чиме је овај тест добио посебну димензију. Ова достигнућа су од немерљиве важности, јер пружају могућност ране рехабилитације особа са оштећеним слухом.

## Нежељена дејства
Тест не носи никакав ризик од компликација, минимално је инвазивана, није болан и за њега није потребна посебна припрема испитаника.